# Antoni Józef Filipkowski
Antoni Józef Filipkowski, znany również jako Tolek lub Tolek Filipkowski (ur. 29 stycznia 1953 w Barwikach k. Łomży) – polski pieśniarz, wykonawca piosenki autorskiej, działacz opozycji antykomunistycznej w okresie PRL.

## Życiorys
Syn Józefa i Marianny Filipkowskich. Ukończył w 1978 IV Liceum Ogólnokształcące w Gdańsku. W latach 1979–1981 studiował na Wydziale Nawigacji Wyższej Szkoły Morskiej w Gdyni. W latach 1972–1973 pracował jako betoniarz w Nadmorskiej Spółdzielni Pracy Materiałów Budowlanych w Gdyni, następnie w latach 1973–1974 zatrudniony był w Fabryce Kombet w Gdyni. W latach 1975–1987 zatrudniony był jako sztauer w Zarządzie Portu Gdańskiego. W sierpniu 1980 należał do organizatorów strajku w Rejonie I Port Gdański, piastując jednocześnie funkcję wiceprzewodniczącego Komitetu Strajkowego. 
Od września 1980 należał do Niezależnego Samorządnego Związku Zawodowego „Solidarność”. Był jednym z założycieli, a następnie członkiem Komisji Rejonowej „Solidarność” w Rejonie I Port Gdański. 13 grudnia 1981 należał do grupy organizatorów strajku w Porcie Gdańskim, jednak już w nocy z 13/14 grudnia został zatrzymany i osadzony w Areszcie Śledczym w Gdańsku. Na mocy decyzji nr 784 z 5 listopada 1982 Komendanta Wojewódzkiego MO w Gdańsku, został internowany w Ośrodku Odosobnienia w Strzebielinku, skąd został zwolniony 3 grudnia 1982. 
W latach 80. XX wieku aktywny był również jako wykonawca piosenki autorskiej, zaś jego nagrania rozpowszechniane były w ramach tzw. drugiego obiegu. W 1982 został laureatem Nagrody Kulturalnej „Solidarności” za balladę Idą pancry na Wujek (autorem tekstu był Maciej Bieniasz). Występował w tym okresie między innymi w kościołach i klubach studenckich. W 1987 został zwolniony z pracy w Porcie Gdańskim. W 1988 wystąpił dla strajkujących stoczniowców Stoczni Gdańskiej im. Włodzimierza Lenina. Po transformacji systemowej przez kilka lat przebywał w USA. Następnie po powrocie do Polski związany był między innymi ze Sky Orunia, a także tygodnikiem Trójmiasto. Od 2000 jest właścicielem firmy wydawniczej AJF Media. Członek „Stowarzyszenia Godność”.

## Dyskografia
- Tolek Filipkowski – Nie dajmy się podzielić (Soliton; 2000)[3]

## Ordery i odznaczenia
- Krzyż Kawalerski Orderu Odrodzenia Polski (2006)[4]
- Krzyż Wolności i Solidarności (2017)[5]
- Medal „Pro Patria” (2023)[6]

## Nagrody
- Nagroda Prezydenta Miasta Gdańska w Dziedzinie Kultury za całokształt twórczości (2022)[7]